# 胡貝湖
47°45′46″N 11°21′00″E / 47.76272°N 11.34990°E

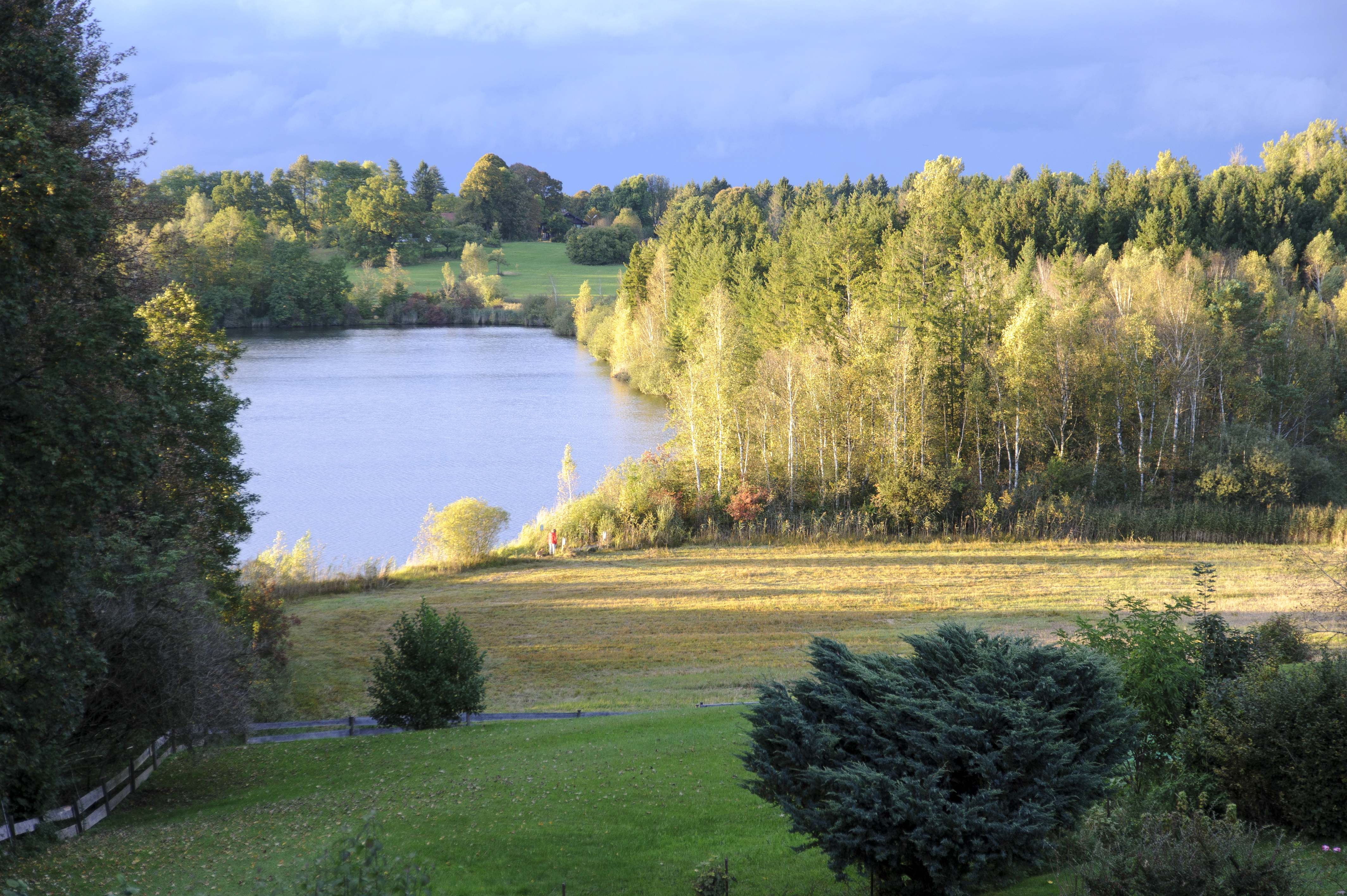

胡貝湖（德語：Hubersee），是德國的湖泊，位於該國東南部，由巴伐利亞州負責管轄，處於彭茨貝格，長0.4公里、寬0.3公里，面積0.09方公里，海拔高度610米，最大水深3米。